# عائشة الرفاعي
عائشة الرفاعي ممثلة سعودية.

## مسيرتها الفنية
بدأت عائشة الرفاعي مسيرتها الفنية من خلال المسرح عندما شاركت بالتمثيل لأول مرة في عرض مسرحي بعنوان «بيت الدهاليز» للمخرج تود نمس قُدّم خلال فعاليات مهرجان موسم جدة، ثم توالت مُشاركاتها في العروض المسرحية والأفلام السينمائية القصيرة والطويلة.

## أعمالها

### الأفلام
- نور شمس: فيلم قصير أنتج عام 2021، ولعبت فيه دور «شمس».
- شريط فيديو تبدل
- انصراف: فيلم قصير أنتج عام 2022.
- جرس إنذار: أنتج عام 2024، ولعبت فيه دور «مرزوقة».[1]

## التكريمات والجوائز
فازت عائشة الرفاعي بجائزة أفضل ممثلة من من مهرجان الجونة السينمائي الدولي عام 2021 عن دورها في الفيلم القصير «نور شمس». كما نالت عن نفس الدور جائزة أفضل ممثلة من مهرجان الشارقة السينمائي الدولي عام 2022.

## وصلات خارجية
- صفحة الممثلة على قاعدة بيانات الأفلام على الإنترنت